# Blondelia nigripes
Blondelia nigripes är en tvåvingeart som först beskrevs av Fallen 1810.  Blondelia nigripes ingår i släktet Blondelia och familjen parasitflugor. Arten är reproducerande i Sverige. Inga underarter finns listade i Catalogue of Life.

## Bildgalleri

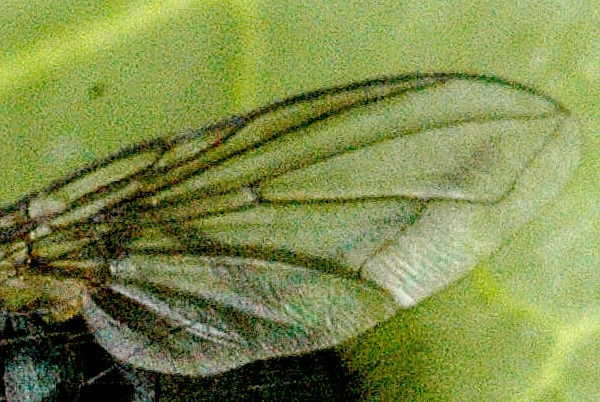
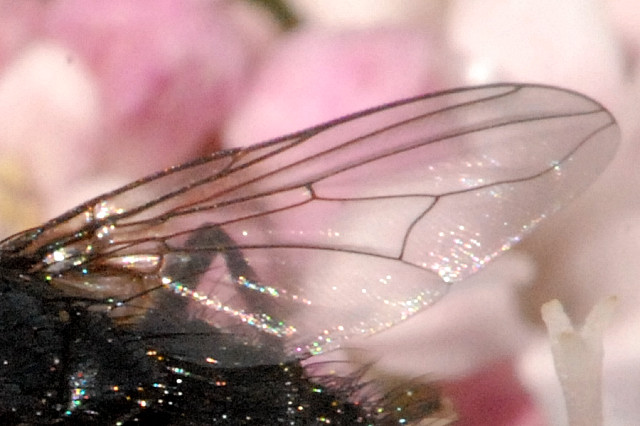